# Hypopyra poeusaria
Hypopyra poeusaria là một loài bướm đêm trong họ Erebidae.